# Janneke Schermers
Janneke Paulette Schermers (Balikpapan (Indonesië), 11 oktober 1950) is een Nederlandse politica. Namens het Christen-Democratisch Appèl (CDA) was zij van 30 november 2006 tot 17 juni 2010 lid van de Tweede Kamer der Staten-Generaal. Eerder was Schermers wethouder in de Utrechtse gemeente Bunnik.
Janneke Schermers studeerde gynaecologie aan de Vrije Universiteit Amsterdam. Ze werkte in de gezondheidszorg in landen als Pakistan, Marokko en Rusland en was van 1982 tot 1993 als gynaecologe in dienst van het IJsselmeerziekenhuis in Lelystad. Vanaf 1993 werkte ze enkele jaren voor de farmaceut Organon in Oss. Hierna was Schermers medisch coördinator in Helmond en vanaf 1996 senior inspecteur bij de Gezondheidszorg Utrecht. In 1999 haalde ze een Master of Arts-diploma in de psychologie. In 1984 was ze al gepromoveerd in de geneeskunde.
Van september 2003 tot mei 2006 was Schermers wethouder in Bunnik. Ze was onder meer verantwoordelijk voor de beleidsterreinen welzijn, onderwijs, sociale zaken, cultuur en economische zaken. Bij de Tweede Kamerverkiezingen 2006 kreeg ze een 30e plek op de kandidatenlijst van het CDA. Ze werd gekozen en is op 30 november 2006 beëdigd als Kamerlid. Bij het aantreden van de nieuwe fractie na de verkiezingen van 2010, kwam ze niet terug in de Tweede Kamer.

## Persoonlijk
Schermers is woonachtig in Bunnik. Zij is protestant.

## Publicaties
- Ectopic pregnancy: a morphologic and endocrine study (dissertatie | geneeskunde, 1984)
- Professor dr. J.F. Nuboer, een tijds- en karakterbeeld ((dissertatie | psychologie, 1999)

- Parlement.com: vhdf1dj4znwd